# Pasteurisierung

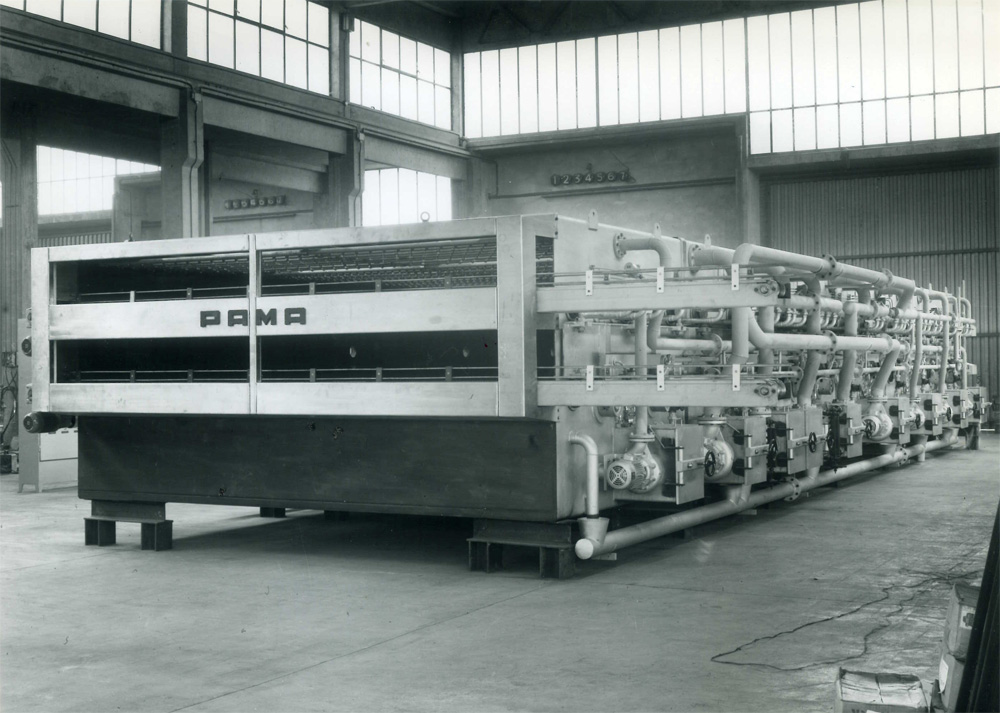
Pasteurisierungsanlage (Tunnelpasteur)

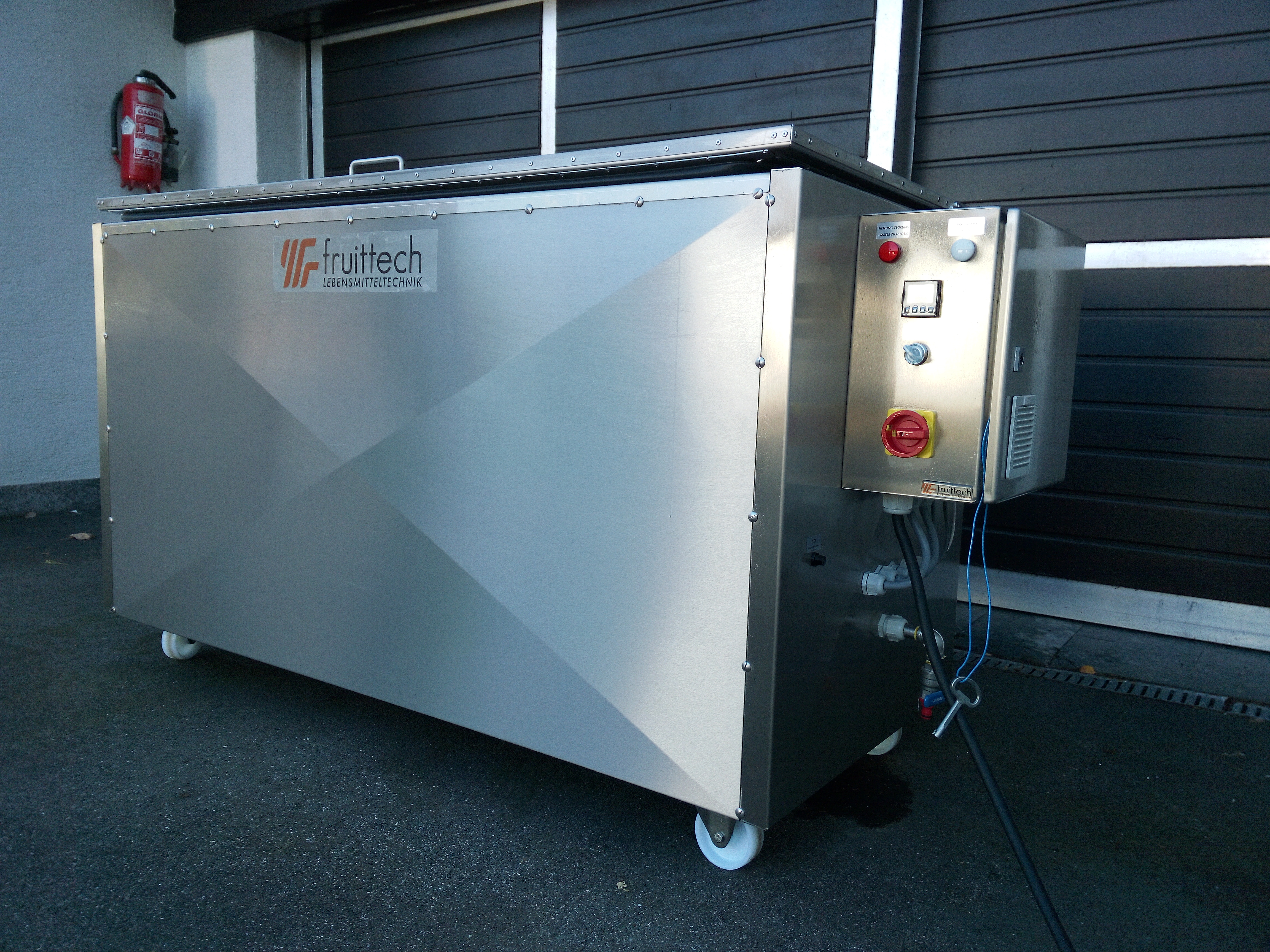
Wannenpasteur

Pasteurisierung [ˌpʰa.stø.ʁiˈziː.ʁʊŋ] oder Pasteurisation bezeichnet die kurzzeitige Erwärmung von flüssigen oder pastösen Lebensmitteln auf Temperaturen von mindestens 72 °C (klassisches Verfahren von Pasteur) bis maximal 100 °C (Hochpasteurisieren) zur Abtötung der vegetativen Phasen von Mikroorganismen. Sie dient z. B. dazu, Lebensmittel, unter anderem Milch, Frucht- und Gemüsesäfte und Flüssigei, schonend haltbar (keimarm) zu machen.
Durch die kurze, 15 Sekunden bis wenige Minuten umfassende Zeitdauer der Hitzeeinwirkung und die mäßige Temperatur werden der Nährwert, der Geschmack und die Konsistenz des Lebensmittels nur unbedeutend verändert und dennoch die meisten Lebensmittelverderber wie Milchsäurebakterien und Hefen sowie viele krankheitserregende Bakterien wie Salmonellen, Brucellen und Enterobakterien zuverlässig abgetötet. Hitzeresistente Bakteriensporen wie die von Clostridium botulinum, die Erreger der Paratuberkulose sowie Sporen einiger Schimmelpilze überleben diese Behandlung zumindest teilweise. Aus diesem Grund sollte der Mikroorganismengehalt der Rohware möglichst gering gehalten werden.
Da sie nicht keimfrei sind, müssen pasteurisierte Lebensmittel im Regelfall gekühlt gelagert werden und sind dann einige Tage bis einige Wochen haltbar. Davon abzugrenzen ist die Sterilisation bei Temperaturen von über 100 °C, die auch hitzeresistente Bakteriensporen abtötet. Sterilisierte Lebensmittel können erheblich länger und ungekühlt gelagert werden als pasteurisierte Lebensmittel, verlieren jedoch durch das Erhitzen stärker an Nährwert und Geschmack.
Das Verfahren der Pasteurisierung wurde nach dem französischen Chemiker Louis Pasteur benannt und 1864 entwickelt. Pasteur hatte erkannt, dass durch kurzzeitiges Erhitzen von Lebensmitteln und anderen Stoffen die meisten der darin enthaltenen Mikroorganismen abgetötet werden. Sind so behandelte Stoffe in einem abgeschlossenen Bereich, können auch keine neuen Mikroorganismen in diese eindringen. Unter Zuhilfenahme eines speziell angefertigten Glaskolbens, des Pasteurkolbens, wurde diese Methode sehr eindrucksvoll demonstriert. Bei Lebensmitteln kann dadurch die Haltbarkeitszeit deutlich gesteigert werden. Zugleich war mit diesem Versuch auch die Urzeugungsthese widerlegt.

## Geschichte

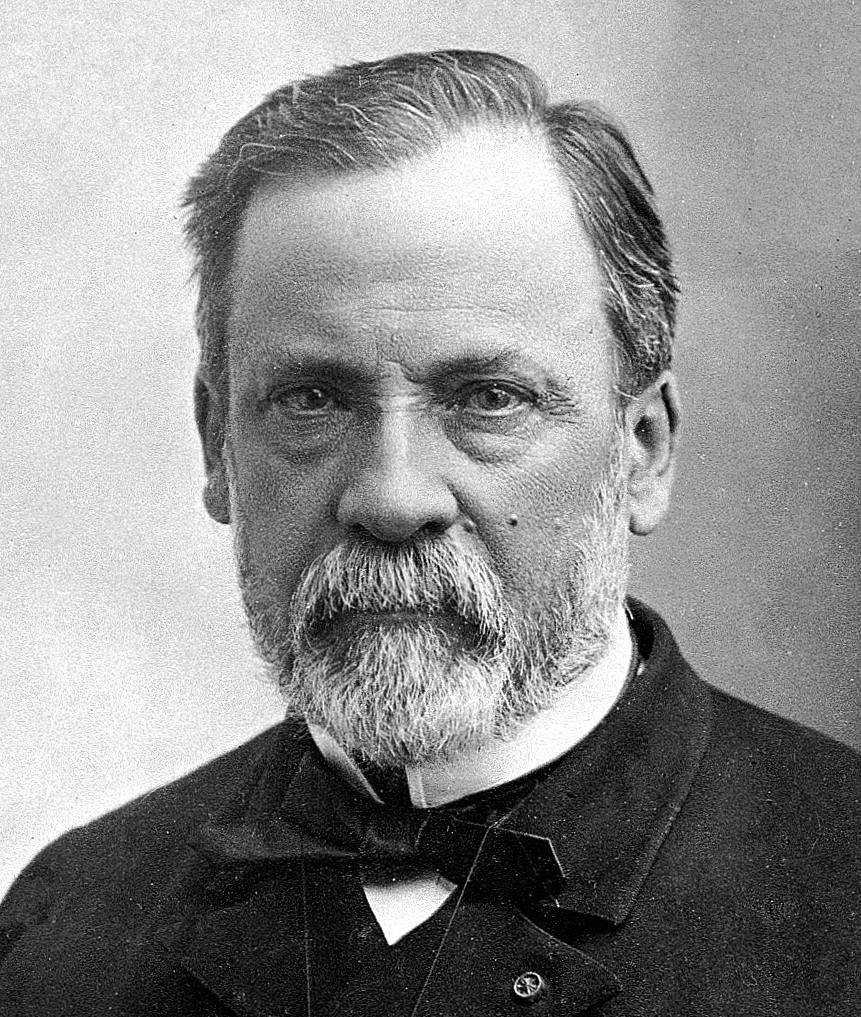
Louis Pasteur (1822–1895)

Bereits 1795 wendete der Koch, Konditor und Erfinder Nicolas Appert die Wärmekonservierung in Form des Einkochens an. Als Vorversuch zur Entwicklung einer systematisierten Anwendung dieses Verfahrens in den 1860er Jahren gilt Pasteurs Nachweis, dass Lebensmittelverderb eindeutig durch Lebewesen verursacht wird und kein abiotischer Prozess ist, wie viele seiner Zeitgenossen annahmen. Für diesen Nachweis füllte er frisch gekochte Bouillon in zwei gläserne Kolben. Einen davon ließ er unverschlossen stehen, auf den anderen setzte er ein S-förmig gekrümmtes Glasrohr, das zwar einen Ausgleich des Gasdrucks zwischen Gärraum und Umgebung erlaubt, das Eindringen von Partikeln jedoch verhindert (Gärröhrchen). In beiden Glaskolben kochte er die Bouillon nochmals auf und beobachtete dann die Entwicklung des Inhalts beider Kolben über einen längeren Zeitraum. Der Inhalt des unverschlossenen Kolbens verdarb schneller, während die Bouillon im Kolben mit dem Gärröhrchen längere Zeit genießbar blieb.

## Pasteurisierung von Milch und Milchprodukten
Am bekanntesten ist die Pasteurisierung von Milch bzw. Rohmilch, die hierzu 15 bis 30 Sekunden auf 72 bis 75 °C erhitzt und danach sofort wieder abgekühlt wird. Pasteurisierte Milch bleibt ungeöffnet bei 6 bis 7 °C gelagert etwa 6 bis 10 Tage fast unverändert.
Bei der Hochpasteurisierung wird Milch auf 85 bis 134 °C erhitzt. Die resultierende „hoch pasteurisierte Milch“ ist nahezu keimfrei und bleibt wesentlich länger haltbar als die übliche pasteurisierte Milch (im Kühlschrank bei 5 °C etwa 2 Wochen). Sie wird in Deutschland seit 1990 auch als ESL-Milch angeboten. Eine Pasteurisierung bei Temperaturen von über 135 °C wird Ultrahocherhitzung genannt und führt zu H-Milch.
In der Europäischen Union ist nach Verordnung (EG) Nr. 853/2004 die Wärmebehandlung für alle gehandelten Milchsorten außer Roh- und Vorzugsmilch gesetzlich vorgeschrieben. Milcherzeugnisse, die abgepackt und zum Verkauf an Verbraucher bestimmt sind, werden als „ultrahocherhitzt“ bezeichnet, wenn sie auf Temperaturen von 135 bis 150 °C erhitzt wurden und „wärmebehandelt“, wenn sie auf Temperaturen von mindestens 50 °C erhitzt wurden. Rohmilchkäse müssen als solche gekennzeichnet werden und sollten von Schwangeren und Menschen mit geschwächtem Immunsystem vorbeugend gemieden werden. In Australien und Neuseeland dürfen seit 1994, mit wenigen Ausnahmen wie Roquefort, nur pasteurisierte oder thermisierte Milchprodukte in den Handel gebracht werden.
Die Pasteurisierung von Milch und Milchprodukten geht nicht auf Louis Pasteur zurück, sondern wurde erst später von Franz von Soxhlet verwirklicht.
Die Einführung als Maßnahme des öffentlichen Gesundheitsschutzes erfolgte vor dem Hintergrund einer zunehmend industrialisierten Milchproduktion. Die Massenproduktion und der Vertrieb roher Milch und Milcherzeugnisse führten zu sich weit verbreitenden Krankheitsausbrüchen. Unter unhygienischen Bedingungen produzierte und transportierte Milch verursachte wiederholt Ausbrüche von Typhus, Scharlach, Diphtherie, Durchfallerkrankungen und Streptokokken-induziertem, toxischem Schocksyndrom. Rohmilch war daneben auch eine wichtige Infektionsquelle für die zoonotische Rindertuberkulose.

## Pasteurisierung von Eiern
Aufgeschlagene Eier sind ein leicht verderbliches Lebensmittel, das durch Pasteurisierung haltbar gemacht werden kann. Wie bei Milch kann die Erhitzung im Durchflussverfahren mit Platten- oder Röhrenwärmetauschern, für kleinere Produktionsmengen aber auch chargenweise in Behältern mit beispielsweise 60 oder 120 Litern Inhalt geschehen. Ein Problem ist, dass flüssiges Ei nicht sehr hitzebeständig ist, sondern bereits bei niedrigen Temperaturen gerinnt: Eiklar bei 62 °C, Eigelb bei 68 °C, Vollei bei 66 °C. Aus diesem Grund kommt nur Dauererhitzung bei niedrigeren Temperaturen in Frage. Mögliche Verfahrensparameter für die Pasteurisierung von Flüssigei sind zum Beispiel:
- Eiklar: 56–58 °C, 120–180 s
- Eigelb: 61–68 °C, 30–120 s
- Vollei: 62–66 °C, 90–180 s

(Andere Quellen geben andere Werte an, so etwa für Vollei: 65 °C, 5 min.)
Pasteurisiertes Ei ist verschlossen bei Temperaturen bis 4 °C einige Tage bis wenige Wochen haltbar. Nach dem Öffnen besteht die Gefahr, dass das Ei erneut mit Mikroorganismen in Kontakt kommt und von ihnen besiedelt wird (Rekontamination). Daher muss pasteurisiertes Flüssigei nach dem Öffnen weiterhin kühl gelagert und innerhalb eines Tages verbraucht werden.

## Pasteurisierung von Getränken
Auch andere Lebensmittel wie Wein, Fruchtsaft oder Bier werden von der Lebensmittelindustrie häufig pasteurisiert oder aus pasteurisierten Bestandteilen erzeugt in den Handel gebracht. In diesen Bereichen wird die Behandlung meist mit dem Kürzel KZE (Kurzzeiterhitzung) bezeichnet. Saure Produkte mit einem pH-Wert kleiner als 4,5 können in Kombination mit der Pasteurisierung so haltbar gemacht werden, dass eine gekühlte Lagerung nicht erforderlich ist. Zu dieser Gruppe zählen viele Obst- und Gemüsesäfte oder -konserven und u. a. Limonaden und Energydrinks.
| Verfahren           | kontinuierliche Arbeitsweise | genaue Temperatursteuerung | leichte Reinigung | Kaltfüllung | Einsatz für Trübsäfte | Eignung für CO2-haltige Getränke | Leistung in Liter/h |
| ------------------- | ---------------------------- | -------------------------- | ----------------- | ----------- | --------------------- | -------------------------------- | ------------------- |
| Süßmostglocke       | ja                           | nein                       | nein              | nein        | ja                    | nein                             | < 600               |
| Plattenpasteur      | ja                           | ja                         | je nach Bauart    | nein        | je nach Bauart        | nein                             | > 500               |
| Röhrenwärmetauscher | ja                           | ja                         | ja                | nein        | ja                    | nein                             | > 500               |
| Tunnelpasteur       | ja                           | je nach Bauart             | ja                | ja          | ja                    | ja                               | > 1000              |
| Kammerpasteur       | nein                         | je nach Bauart             | ja                | ja          | ja                    | ja                               | > 250               |

## Andere Anwendungen
Neben Lebensmitteln können auch andere Produkte pasteurisiert werden, beispielsweise Klärschlamm oder Flüssigmist.
Spezielle Techniken, die auf Wärme beruhen, werden ebenfalls zur Virusinaktivierung genutzt.

## Alternative Verfahren
Andere Verfahren zur Haltbarmachung von Lebensmitteln sind
- Sterilisierung
- Ultrahocherhitzung
- Einkochen
- Tyndallisation
- Thermisation
- Lebensmittelbestrahlung mit Gammastrahlen. Diese Methode ist in Deutschland nicht zur Behandlung von Lebensmitteln zugelassen.
- Denaturierung durch Druck, auch Hochdruckpasteurisierung. Anders als bei der klassischen Pasteurisierung wird das Lebensmittel dabei nicht erhitzt.